# Zoe Levin
Zoe Levin (* 24. November 1993 in Chicago, Illinois) ist eine US-amerikanische Schauspielerin.

## Leben
Zoe Levin stammt aus einem jüdischen Elternhaus und wuchs mit drei Geschwistern auf. Bereits vor ihrer Filmschauspielkarriere hatte sie Auftritte in Theaterstücken, bis sie 2010 in dem Film Trust ihr Spielfilm-Debüt gab. Sie hat an der Loyola Marymount University in Los Angeles Kommunikation und Bildende Kunst studiert.

## Filmografie (Auswahl)
- 2010: Trust
- 2011: Toy Story Toons (Animationsserie, Stimme als Peas-in-a-Pod, Folge 1x01 Urlaub auf Hawaii)
- 2012: Advantage: Weinberg
- 2013: Ganz weit hinten
- 2013: Arrested Development (Fernsehserie, Folge 4x12 Señoritis)
- 2013: Palo Alto
- 2013: Beneath The Harvest Sky
- 2014–2015: Red Band Society (Fernsehserie, 13 Episoden)
- 2016: Relationship Status (Fernsehserie, 3 Episoden)
- 2019–2021: Bonding (Fernsehserie, 15 Episoden)
- 2018: The Long Home